# Charles I. de Bourbon

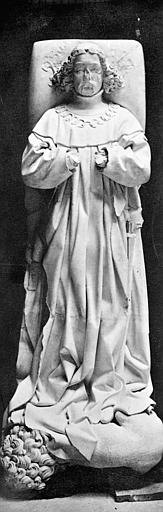
Liegefigur von Charles I. de Bourbon auf seiner Tumba in der Abteikirche von Souvigny

Charles I. de Bourbon (* 1401; † 4. Dezember 1456 im Palais du Bourbon in Moulins) war von 1434 bis 1456 Herzog von Bourbonnais und Auvergne. Er war der Sohn Herzog Jeans I. von Bourbon und Maries de Berry, Herzogin von Auvergne und Gräfin von Montpensier.

## Leben
Als Graf von Clermont-en-Beauvaisis fiel ihm nach der Gefangennahme seines Vaters in der Schlacht von Azincourt 1415 die Aufgabe zu, dessen Besitz zu verwalten. Im Alter von 15 Jahren saß er dem Regentschaftsrat vor und musste sich nach der Vertreibung der Armagnacs 1418 dem Herzog Johann Ohnefurcht von Burgund unterwerfen (siehe Bürgerkrieg der Armagnacs und Bourguignons), dessen Tochter er 1425 dann heiratete. Als Gouverneur des Languedoc ab 1421 führte er Feldzüge gegen den Grafen von Foix. 1423 war er Generalkommandeur des Lyonnais. Charles führte 1429 den Hilfskonvoi nach Orléans, der mit der Journée des Harengs (deutsch: Tag der Heringe) scheiterte. Nach der Befreiung der Stadt durch Jeanne d’Arc kämpfte er gegen die Engländer, erfuhr dabei aber wenig Unterstützung durch König Karl VII., so dass er sich schließlich ins Bourbonnais zurückzog. Ihm gelang es jedoch, seinen Schwager Philipp von Burgund dazu zu bringen, seine Allianz mit den Engländern aufzugeben und sich wieder dem König von Frankreich anzunähern, wodurch er 1435 einer der Architekten des Vertrages von Arras wurde.
Als Herzog von Bourbon und Großkämmerer von Frankreich, beides ab 1434, stellte er sich gegen den königlichen Machtanspruch. Als Gegner der Heeresreform von 1439 und in Konkurrenz zu dem Connétable de Richmont unterstützte er 1440 die Praguerie, wurde aber vom König schnell zum Frieden genötigt. In seinen späten Jahren widmete sich Charles der geschickten Verwaltung seiner Ländereien und begründete in Moulins eine prunkvolle Hofhaltung.

## Ehen und Nachkommen
Am 19. Juli 1412 wurde Charles mit der dreijährigen Anne de Dreux (* 1409; † 1415), die bereits sechsjährig starb, verheiratet. 1425 heiratete er Agnes von Burgund (* 1407; † 1476), Tochter von Johann Ohnefurcht. Ihre gemeinsamen Kinder waren:
- Jean II. (* 1426; † 1488), Herzog von Bourbon
- Marie (* um 1427; † 1448), ⚭ 1444 Johann II. (* 1425; † 1470), Herzog von Lothringen und Kalabrien
- Philippe (* um 1430; † jung), Herr von Beaujeu
- Charles II. (* 1433; † 1488), Erzbischof von Lyon, Kardinal und Herzog von Bourbon
- Isabelle (* 1437; † 1465), ⚭ 1454 Karl der Kühne (* 1433; † 1477), Herzog von Burgund (Haus Burgund)
- Louis (* 1438; † 1482), Bischof von Lüttich
- Marguerite (* 1438; † 1483), ⚭ 1472 Philipp II. (* 1438; † 1497), Herzog von Savoyen
- Pierre II. (* 1438; † 1503), Herzog von Bourbon
- Catherine (* um 1440; † 1469), ⚭ 1463 Adolf von Egmond, Herzog von Geldern
- Jacques (* um 1443; † 1468)
- Jeanne († 1483), ⚭ 1467 Jean de Chalon, Fürst von Orange aus dem Haus Chalon

Darüber hinaus hatte er mehrere uneheliche Kinder, darunter mit Jeanne de Bournan:
- Louis, Bâtard de Bourbon († 1487), Admiral von Frankreich ⚭ 1466 Jeanne de Valois (* 1447; † 1519), Dame de Mirebeau